# ホセバ・サルドゥア
ホセバ・サルドゥア・ベンゴエチェア（Joseba Zaldúa Bengoetxea   ,  1992年6月24日 - ）は、スペイン・バスク州ギプスコア県サン・セバスティアン出身のプロサッカー選手。プリメーラ・ディビシオンのカディスCFに所属している。ポジションはDF。

## 来歴
地元サン・セバスティアンに本拠地を置くレアル・ソシエダのカンテラに入団後、2010年にセグンダ・ディビシオンBに所属するBチームに昇格し、プロデビュー。
2013-14シーズンにトップチームに昇格し、2013年11月23日のセルタ・デ・ビーゴ戦で、プリメーラ・ディビシオン初出場。翌2014-15シーズンには23試合に出場したが、以降の2シーズンは、アルバロ・オドリオソラの台頭もあり、14、13試合の出場に止まった。
2017年7月4日、CDレガネスへの1年間のローン移籍が決定。2017-18シーズンは30試合に出場し、2018年1月28日のデポルティーボ・アラベス戦で、トップリーグ初ゴールを記録。チームは17位でトップリーグ残留を果たし、シーズン終了後にソシエダに復帰した。
2022年7月11日、カディスCFへ完全移籍。同年10月9日、レアル・ベティスとのリーグ戦で右膝を負傷し、シーズン絶望の診断を下された。また、11月中旬に負傷した膝の手術を行い、2022-23シーズンは登録メンバーから除外された。